# Maria Hiszpańska
Maria Habsburg (ur. 21 czerwca 1528 w Madrycie, zm. 26 lutego 1603 w Villa Monte) – cesarzowa, królowa Czech i Węgier, infantka hiszpańska; drugie dziecko i najstarsza córka króla Hiszpanii i cesarza Karola V i Izabeli Aviz, córki króla Portugalii Manuela I Szczęśliwego.

## Życiorys
13 września 1548 r. w Madrycie poślubiła Maksymiliana II Habsburga (31 lipca 1527 – 12 października 1576), syna króla Czech i Węgier (od 1556 r. również cesarza) Ferdynanda I i Anny Jagiellonki, córki króla Czech i Węgier Władysława II Jagiellończyka. Maksymilian i Maria mieli razem dziesięciu synów i sześć córek:
- Anna (2 listopada 1549 – 26 października 1580), żona Filipa II Habsburga, króla Hiszpanii i Portugalii
- Ferdynand (28 marca 1551 – 16 czerwca 1552)
- Rudolf II (18 lipca 1552 – 20 stycznia 1612), cesarz
- Ernest (15 lipca 1553 – 12 lutego 1595), namiestnik hiszpańskich Niderlandów
- Elżbieta (5 czerwca 1554 – 22 stycznia 1592), żona króla Francji Karola IX
- Maria (27 lipca 1555 – 25 czerwca 1556)
- Maciej (24 lutego 1557 – 20 marca 1619), cesarz
- syn (poroniony 20 października 1557)
- Maksymilian III (12 października 1558 – 2 listopada 1618), pretendent do tronu polskiego, wielki mistrz zakonu krzyżackiego
- Albrecht VII (15 listopada 1559 – 13 lipca 1621), kardynał, arcybiskup Toledo, wicekról Portugalii, namiestnik hiszpańskich Niderlandów
- Wacław (9 marca 1561 – 22 września 1578)
- Fryderyk (21 czerwca 1562 – 16 stycznia 1563)
- Maria (19 lutego – 26 marca 1564)
- Karol (26 września 1565 – 23 maja 1566)
- Małgorzata (25 stycznia 1567 – 5 lipca 1633), zakonnica
- Eleonora (4 listopada 1568 – 12 marca 1580)

Maria i Maksymilian byli regentami Hiszpanii podczas nieobecności Karola V. W 1552 r. przenieśli się do Wiednia. W 1564 r. Maksymilian został cesarzem, a Maria cesarzową. Maria była gorliwą katoliczką i często nie zgadzała się z mężem, który był tolerancyjny wobec protestantów. Wywierała wielki wpływ na późniejszych cesarzy, Rudolfa i Macieja.
Po śmierci męża w 1576 r. powróciła do Hiszpanii, na dwór swojego brata Filipa II. Miało to miejsce w 1582 r. Maria cieszyła się, że wreszcie może mieszkać w kraju bez heretyków. Ostatnie lata swojego życia spędziła z dala od polityki. Zmarła w 1603 r.

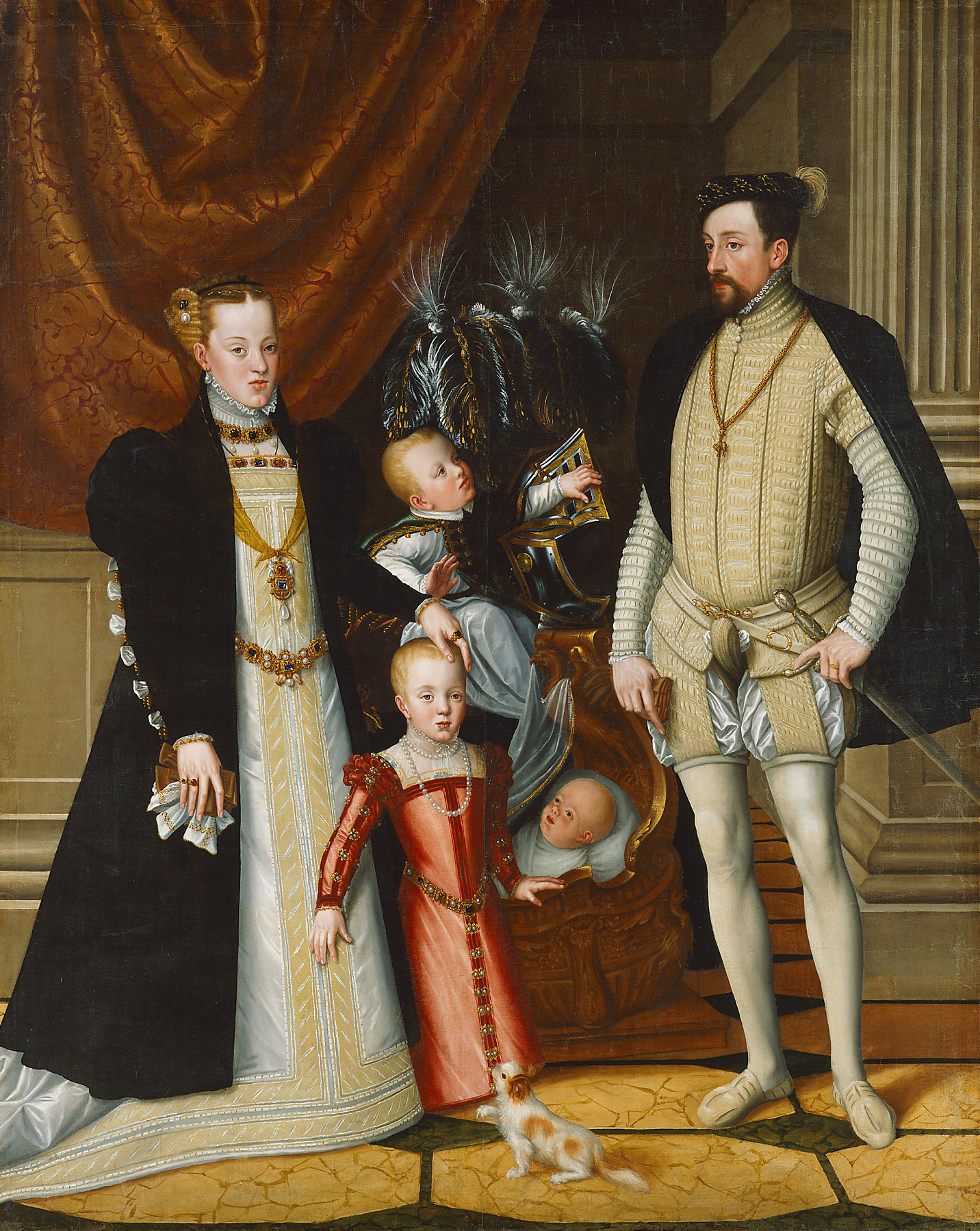
Maria i Maksymilian II z rodziną

## Przodkowie
| 4. Filip I Piękny      |  |                        |  |  |                     |
|                        |  | 2. Karol V Habsburg    |  |  |                     |
| 5. Joanna Szalona      |  |                        |  |  |                     |
|                        |  |                        |  |  | 1. Maria Hiszpańska |
| 6. Manuel I Szczęśliwy |  |                        |  |  |                     |
|                        |  | 3. Izabela Portugalska |  |  |                     |
| 7. Maria Aragońska     |  |                        |  |  |                     |
|                        |  |                        |  |  |                     |